# زبان‌شناسی اجتماعی
زبان‌شناسی اجتماعی (Sociolinguistics) شاخه‌ای از علم زبان‌شناسی است که به مطالعهٔ تأثیرات عوامل اجتماعی مانند هنجارهای فرهنگی، توقعات و بافت بر ویژگی‌ها و مدل‌های زبانی آنان می‌پردازد. این علم، با علم جامعه‌شناسی زبان پیوندی نزدیک دارد که به بررسی اثر زبان بر جامعه می‌پردازد. در واقع دو فرایند مکمل هم در دینامیک ارتباط مابین زبان و فاکتورهای اجتماعی وجود دارد: از یک دیدگاه، تفاوت‌های اجتماعی بین افراد ارتباط دوسویه با طرز و طریق سخن گفتن آنان دارد، و از جانب دگر، خود همین متفاوت شدن روش استفاده از زبان ملاکی برای تقسیم کردن اجتماعی محسوب می‌شود.